# Josef Krihl
Josef Krihl (ur. 10 listopada 1847 w Sendražicach, zm. 14 kwietnia 1916 w Hořičkach) – czeski duchowny rzymskokatolicki, pedagog, regionalny historyk i kronikarz.

## Życiorys
Urodził się 10 listopada 1847 w Sendražicach. W latach 1861–1868 uczęszczał do gimnazjum w Hradcu Králové. Potem wstąpił do Biskupskiego Seminarium Duchownego w Hradcu Králové. 21 lipca 1872 roku został w Hradcu Králové wyświęcony na kapłana. Do 29 grudnia 1874 pełnił funkcję kooperatora i katechety w Svojanovie, położonego w pobliżu miasta Polička. Do 7 maja 1875 pełnił funkcję tymczasowego kooperatora i katechety w gminie Korouhev przy Poličkę. 15 września 1879 przestał być kapelanem i katechetą w gminach Hořičky (w 1879 r. krótko administratorem parafii) i Proruby oraz nauczycielem pomocniczym w Hořičkach. 7 listopada 1880 brał udział w poświęceniu i oddaniu do użytku nowej zimowej szkoły w Maršovie u Úpice. Do 13 września 1882 służył jako kapelan i katecheta w Úpici, skąd przeniósł się do Czeskiej Skalicy, gdzie pełnił ten sam urząd. Od marca 1890 roku pełnił funkcję administratora w Czeskiej Skalicy i 1 lipca 1890 został mianowany administratorem w gminie Studnice, gdzie w listopadzie tego samego roku został proboszczem. W 1895 roku otrzymał Expositorium canonicale. W marcu 1902 roku został mianowany proboszczem w Hořičkach, gdzie działał aż do swojej śmierci. Zmarł 14 kwietnia 1916 z tytułem notariusza diecezjalnego, który otrzymał w 1907 r.

## Twórczość
Bardzo popularny nauczyciel nie tylko religii, kronikarz kościoła katolickiego i autor wiele kazań oraz różnych wykładów, który pomógł wielu autorom różnych książek („Josef Myslimír Ludvík: kněz církevní a spisovatel český. K stoletým jeho narozeninám“ profesora J. Ježka i „Soupis památek historických a uměleckých v království Českém od pravěku do počátku XIX. století. XXXIV. Politický okres Náchodský“ Zdeněka Wirtha i Františka Macháta). Był także współpracownikiem kilku gazet katolickich (Čech, Obnova). Oprócz tego obradował w lokalnych radach szkolnych (Česká Skalice, Třebešov, Vestec).
Od 1879 roku udzielał się w stowarzyszeniu úpickim „Občanská Beseda“. W 1890 roku stał się członkiem Funduszu Pisarzy Katolickich w spółdzielni „Vlasť“, której członkiem został w poprzednim roku. W 1907 roku został członkiem Jedności Czeskich Nauczycieli Katolickich (cz. Jednota českého katolického učitelstva). Regularnie przekazywał również darowizny finansowe na wsparcie towarzystwa edukacyjnego „Svato-Václavská Matice Školská v Praze-Bubenči“ i w czasie I wojny światowej na bułgarski Czerwony Krzyż (w 1916 r. 2 korony). W 1880 r. dodatkowo darował 1 złoty na wzniesienie pomnika Bohuslavowi Balbínowi w Hradcu Králové i w 1896 r. też 1 złoty na wzniesienie pomnika Bolesławowi Jabłońskiemu w Krakowie. Trzy lata później przeznaczył 5 złotych na budowę katolickiego domu „Adalbertinum“ w Hradcu Králové.